# Spike Jonze
Adam Spiegel (Rockville, 22 de outubro de 1969) é um produtor, diretor de filmes e videoclipes, roteirista e ator americano.

## Biografia
Nascido Adam Spiegel em 22 de outubro em 1969. Em 26 de junho de 1999, Spike se casou com a diretora Sofia Coppola. Em 5 de Dezembro de 2003, Coppola pediu o divorcio citando "diferenças irreconciliáveis". Coppola tem um papel no vídeo musical que Spike dirigiu para a canção dos Chemical Brothers "Elektrobank".
Estão entre alguns de seus trabalhos mais importantes o videoclipe de "Da Funk" 1997 de "Daft Punk", o filme de 2002 "Adaptation" ("Adaptação") e "Quero Ser John Malkovich" (Being John Malkovich), ambos roteirizados por Charlie Kaufman; bem como seu mais recente filme "Where The Wild Things Are" ("Onde Vivem os Monstros") em que ajudou a readaptar o livro infantil de Maurice Sendak. Co-criador e produtor da serie de televisão da MTV "Jackass" e de "Jackass: The Movie". Atuou em alguns vídeos e filmes e também escreve.
Co-fundou e editou a revista Dirt, também editou a "Grand Royal Magazine".

## Filmografia

### Vídeos Musicais
Listados em ordem alfabética
- "100%" de Sonic Youth (1992)
- "All About Eve" de Marxman (1994)
- "Big Brat" de Phantom Planet (2003)
- "Best of You" de Foo Fighters
- "Buddy Holly" de Weezer (1994)
- "California" de Wax (1995)
- "Cannonball" de The Breeders (1993)
- "Car Song" de Elastica (1995)
- "Country At War" de X (1993)
- "Crush with Eyeliner" de R.E.M. (1995)
- "Da Funk" de Daft Punk (1997)
- "Daughter of the Kaos" de Luscious Jackson (1993)
- "Video Days" de Blind (1992)
- "Ditch Digger" de Rocket From the Crypt (1994)
- "Divine Hammer" de The Breeders (1994)
- "Drop" de The Pharcyde (1996)
- "Electrobank" de The Chemical Brothers (1997)
- "Electrolite" de R.E.M. (1997)
- "Feel the Pain" de Dinosaur Jr. (1994)
- "Freedom of '76" de Ween (1995)
- "Get Back" de Ludacris (2004)
- "Hang On" de Teenage Fanclub (1993)
- "High in High School" de Chainsaw Kittens (1993)
- "Home" de Sean Lennon (1998)
- "I love it" by Kanye West and Lil Pump (2018)
- "Island in the Sun" de Weezer (2000)
- "I Can't Stop Smiling" de Velocity Girl (1994)
- "If I Only Had a Brain" de MC 900 com Jesus(1994)
- "It's All About the Benjamins (versão rock)" de Puff Daddy (1997)
- "It's In Our Hands" de Björk (2002)
- "It's Oh So Quiet" de Björk (1995)
- "Liberty Calls" de Mike Watt (1997)
- "Old Timer" de That Dog (1994)
- "Praise You" de Fatboy Slim (1998)
- "Ricky's Theme" dos Beastie Boys (1994)
- "Root Down (versão 2)" dos Beastie Boys (1998)
- "Sabotage" dos Beastie Boys (1994) (também colaborou como escritor)
- "Shady Lane" de Pavement (1997)
- "Sky's the Limit" de Notorious B.I.G. (1997)
- "Sure Shot" dos Beastie Boys (1994)
- "The Diamond Sea" de Sonic Youth (1995)
- "The Rockefeller Skank (versão 1)" de Fatboy Slim (1998)
- "The Suburbs" de Arcade Fire (2010)
- "Time For Livin'" dos Beastie Boys (1993)
- "Triumph Of A Heart" de Björk (2005)
- "Undone (The Sweater Song)" de Weezer (1994)
- "Weapon of Choice" de Fatboy Slim (2000)
- "What's Up, Fatlip?" de Fatlip (2000)
- "Who Is Next?" de Wax (1995)
- "Wonderboy" de Tenacious D (2000)
- "Y Control" dos Yeah Yeah Yeahs (2004)
- "Otis" de Jay-Z e Kanye West (2011)
- "Welcome Home" de Apple e FKA Twigs (2018)

### Filmes de Skate
- "Rubbish Heap" da SMA World Industries (1989)
- "Video Days" da Blind (1991)
- Mouse! Girl  (1996)
- Yeah Right! Girl (2003)
- Hot Chocolate! Chocolate (2004)
- The Krooked Chronicles da Krooked (2006)
- "Fully Flared" da Lakai (2007)
- Pretty Sweet da Girl & Chocolate (2012)

### Filmes
- "Minha Vida Louca" (actor) (1993)
- "Pig!" (ator) (1996)
- "How They Get There" (escritor, diretor) (1997)
- The Game (actor) (1997)
- "Amarillo by Morning" (diretor) (1998)
- "Free Tibet" (cinematógrafo) (1998)
- Quero ser John Malkovich (diretor) (1999)
- "Três Reis" (Three kings) (actor) (1999)
- "Torrance Rises" (ator, diretor, coreógrafo) (1999)
- "Human Nature" (produtor) (2001)
- Adaptation" ("Adaptação") (diretor) (2002)
- Jackass - The Movie (produtor) (2002)
- Where the Wild Things Are (diretor) (2009)
- Scenes From The Suburbs (diretor) (2011)
- I'm here(diretor e roteirista) (2010)
- Her (diretor, roteirista e produtor) (2013)
- The Wolf Of Wall Street (Actor) (2013)
- Dumb: The Story of Big Brother Magazine (produtor)
- Jim and Andy (produtor) (2017)
- Beastie Boys Story (diretor) (2020)
- Jackass Forever (produtor) (2022)
- Sing 2 (dublador) (2022)
- Babylon (ator) (2022)

### Televisão
- Jackass (criador, produtor executivo) (2000)
- "Sonic Youth Video Dose" (ator) (2004)

## Prêmios

### Óscar
| Ano  | Categoria                        | Filme                    | Resultado |
| ---- | -------------------------------- | ------------------------ | --------- |
| 1999 | Oscar de melhor diretor          | Quero ser John Malkovich | Indicado  |
| 2014 | Oscar de melhor filme            | Her                      | Indicado  |
| 2014 | Oscar de melhor roteiro original | Her                      | Venceu    |

### Globos de Ouro
| Ano  | Categoria                                          | Filme                     | Resultado |
| ---- | -------------------------------------------------- | ------------------------- | --------- |
| 1999 | Globo de Ouro de Melhor Diretor                    | Adaptação ("Adaptation.") | Indicado  |
| 2013 | Globo de Ouro de Melhor Filme - Comédia ou Musical | Her                       | Venceu    |
| 2013 | Globo de Ouro de Melhor Roteiro                    | Her                       | Venceu    |